# إرنست لابوينت
إرنست لابوينت هو محامي وسياسي كندي، ولد في 6 أكتوبر 1876 في كندا، وتوفي في 26 نوفمبر 1941. حزبياً، نشط في الحزب الليبرالي الكندي. وقد انتخب وزير العدل ‏ (1924 – 1930) وانتخب عضو مجلس العموم الكندي.